# Bairisch-österreichischer Küchenwortschatz
Vor allem im Bereich der Lebensmittelbezeichnung gibt es im Bairischen einen sehr charakteristischen, vom übrigen deutschen Sprachraum abweichenden Wortschatz. In Österreich und Altbayern betrifft das nicht nur bairische Dialektausdrücke. Viele davon sind Lehnwörter aus dem Tschechischen, Italienischen, Ungarischen und Kroatischen (siehe dazu die jeweils knappe Etymologie in der mittleren Spalte).
Die Wörter werden mit ihrem (vom Hochdeutschen zuweilen abweichenden) Genus und ggf. Numerus angegeben: m = maskulin, f = feminin, n = neutrum, pl = Plural. Die Apokope des -e (wie in „Eierspeis-e“) wird verschriftlicht.
Wörter, die nur innerhalb Österreichs, aber nicht in Altbayern verbreitet sind, werden mit A (= Austriazismus) gekennzeichnet. Für speziell altbairische Wörter wird das Kürzel B (= Bavarismus) verwendet. Zusätzlich werden in Österreich zum Hochdeutschen gehörige Bezeichnungen mit H gekennzeichnet.
Für die Wiedergabe der Wörter wird die hochdeutsche Orthografie verwendet; sie gehören zwar teilweise dem Dialektwortschatz an, werden jedoch häufig schriftlich verwendet (v. a. auf Speisekarten etc.), so dass eine Umschrift in den bairischen Dialekt hier nur begrenzt sinnvoll wäre.
| Altbairisch (B), Austriazismen (A), Hochdeutsch in Österreich (H)                                            | Herkunft (Etymologie) | Bundesdeutsch |
| --- | --- | --- |
| Agrasel (f, spr. Ågråsl) A                                                                                   | mhd. agraz aus dem altfr. agras unreife oder saure Traube | Stachelbeere |
| Aschanti, Aschantinuss (f) A                                                                                 | Die Aschanti sind ein Volk in Ghana, wo die Erdnuss zu den Grundnahrungsmitteln gezählt wird.                                                                                                  | Erdnuss |
| Beiried (n) AH                                                                                               | | Roastbeef |
| Boasinger (n) AH                                                                                             | | Walnuss |
| Beuschel (n) AH, Lüngerl (n) B                                                                               | | Ragout aus der Lunge (und manchmal auch anderen Zutaten wie zum Beispiel Herz und Zunge) vom Kalb oder anderen Schlachttieren       |
| Blaukraut (n) HB                                                                                             | farblich motiviert | Rotkohl |
| Blunze (f) A                                                                                                 | zu einem alten Wort für „aufblähen“ | Blutwurst |
| Buchtel (f) A                                                                                                | tschechisch „buchty“, ungarisch „bukta“ | Rohrnudel |
| Erdapfel (m) H, Grundbirne (f)                                                                               | 1. Lehnübersetzung aus franz. „pomme de terre“; 2. (v. a. Bgld.) slaw. Krumpir(n) | Kartoffel |
| Eierschwammerl (n) H, Reherl (n) B                                                                           | Diminutiv zu Eierschwamm in der Bedeutung „Pilz“; Eier- wegen der Farbe (?) oder der haupts. Zubereitung mit Eiern (?)                                                                         | Pfifferling |
| Eierspeis (f) H                                                                                              | Eierspeise | Rührei |
| Extrawurst (f) AH                                                                                            | von lat. extra, eigentlich „außerhalb“, in der Bedeutung „besonders (fein)“, umgangssprachlich für Gruppe der Brühwürste sowie Standardsorte                                                   | |
| Faschiertes (n) H                                                                                            | von französisch farce | Hackfleisch, Gehacktes |
| Fischlaberl (n) AH, Fischpflanzerl (n) B                                                                     | Diminutiv zu Laib bzw. Umdeutung aus Pfanzelte, also „Pfannkuchen“ zu Pflanzerl | Fischkloß, meist Fischfrikadelle |
| Fisole (f) H, Strankerl (n)                                                                                  | bot. Phaseolus vulgaris | Gartenbohne und Grüne Bohne |
| Fleischlaberl (n) AH Fleischpflanzerl (n) B                                                                  | siehe Fischlaberl/-pflanzerl | Fleischkloß, meist Frikadelle |
| Frittaten (f/pl) H                                                                                           | zu italienische frittata, Eierpfannkuchen | in Streifen geschnittene Pfannkuchen (Suppenbeilage)                                                                                |
| Gelbe Rübe (f)                                                                                               | Anm.: die gelben Karottensorten Goliath oder Pfälzer sind älter als die orangen französischen und niederländischen Neuzüchtungen aus dem 17. Jahrhundert.                                      | (gelbe) Karotte |
| Germ (m) H                                                                                                   | von „Gerbe(n)“, altes Wort für „Hefe“ (vgl. englisch yeast) (german. ger-) | Hefe |
| Geselchtes (n) HB                                                                                            | zu selchen „räuchern, trocknen“ | gepökelt und heiß geräuchertes Fleisch, Geräuchertes                                                                                |
| Golatsche (f) H                                                                                              | slawisch, vgl. tschechischen koláč von kolo = Rad | Teigtasche, Kolatsche |
| Grammeln/Gremmeln (f/pl) H                                                                                   | | Grieben |
| Gröstl (n/pl) HB                                                                                             | entweder von rösten oder aber von Rest | |
| Gespritzter (m, auch G'spritzter) H                                                                          | zu spritzen = „mit Sodawasser verdünnen“ | Schorle |
| Guatl (n) | von ahd. guot „gut“, evtl. Lehnbildung zu französisch „bon(bon)“ | AB: Bonbon B: auch Weihnachtsplätzchen                                                                                              |
| Guggummer (n)                                                                                                | lateinisch oder französisch „cucumbre“ | Gurke |
| Heiden (m)                                                                                                   | Heidenkorn | Buchweizen |
| Hiefe (f), Hetschipetsch (f), Hetscherl (n)                                                                  | | Hagebutte |
| Kaisersemmel (f) H                                                                                           | nach Josef II. | Kaiserwecken (sternförmig geteilt)                                                                                                  |
| Karfiol (m) H                                                                                                | aus italienisch cavolfiore (wörtlich: „Kohlblume“) | Blumenkohl |
| Karotte (f) H                                                                                                | aus französisch carotte | Mohrrübe |
| Kipferl (n) H                                                                                                | zu Kipf „Wagenrunge“, seitliche (gebogene) Haltestange am Wagen (für Langholztransporte) | Hörnchen, Croissant |
| Kletze (f) H                                                                                                 | mhd. klœzen für „spalten“ | Dörrbirne |
| Kletzenbrot (n) H                                                                                            | | Früchtebrot |
| Knödel (m) HB                                                                                                | verwandt mit deutsch Knoten im Sinne von „Verdickung“ | Kloß |
| Kohlsprossen (f/pl) AH                                                                                       | | Rosenkohl |
| Kranawitt (m)                                                                                                | vgl. dt. Kranich und Wied für „Gehölz, Gebüsch“ | Wacholder |
| Krapfen (m) HB                                                                                               | gleiche Wortwurzel wie mitteldt. „Kreppel“ | Berliner Pfannkuchen, Kreppel |
| Kraut (n) H                                                                                                  | | Kohl |
| Kren (m) HB                                                                                                  | slawisch; vgl. sorbisch, tschechisch kren, russisch chren, kroatisch hren | Meerrettich |
| Kriecherl, Kriacherl (n)                                                                                     | deutsch „Kriechenpflaume“ | gelbe Zwetschke, Mirabelle |
| Kukuruz (m) AH                                                                                               | ungarisch kukorica oder slawisch; vgl. tschechisch kukuřice, vllt. auch von den Kuruzzen (aufständische ungarische Bauern)                                                                     | Mais |
| Kutteln (f/pl) H                                                                                             | germanisch; vgl. isländisch kvidh- „Magen“ | Pansen |
| Leberkäs (m) HB                                                                                              | | Fleischkäse, Leberkäse |
| Leckerl (n)                                                                                                  | Diminutivbildung zu dt. lecker, vgl. oben Guatl | Keks, Plätzchen, Leckerli |
| Löffelkäs (m) AH                                                                                             | | Frischkäse, Hüttenkäse |
| Marille (f) AH                                                                                               | vgl. kroatisch marelica | Aprikose |
| Marmelade (f) H                                                                                              | italienisch | Konfitüre, Marmelade |
| Maroni (f/pl) H                                                                                              | italienisch | Esskastanie |
| Melange (f) H                                                                                                | französisch | Milchkaffee |
| Melanzani (f) AH                                                                                             | italienisch: melanzana, melanzane (pl.) | Aubergine |
| Mischung, rote oder weiße Weinsorten mit Mineralwasser; Gebrauchsform: Gspritzter Rot, Gspritzter Weiß (f) A | zu spritzen „mit Mineralwasser verdünnen“ | Weinschorle |
| Murke (f) A                                                                                                  | von tschechisch mrkev = Mohrrübe, Karotte | Mohrrübe, Karotte, Wurzel |
| Nockerl (n/pl), im Neuösterreichischen auch: Nockerln (n/pl) H, (Salzburger Nockerl)                         | von italienisch gnocco „(Kartoffel-)Klößchen“ | Eischaumnocken (bei Somlauer oder Salzburger Art) und diverse mit 2 Löffeln geformte Nocken, Klöße, als Beilagen und Suppeneinlagen |
| Obers (n) HA                                                                                                 | für „obenauf“, Milchhaut | (ungeschlagene) süße Sahne, |
| Palatschinke (f) HA                                                                                          | von rumänisch placinta, aus lateinisch placenta = Kuchen, in derselben Bedeutung über ungarisch (pl- zu pal-) und tschechisch palačinka                                                        | dünner (meistens süßer) Pfannkuchen                                                                                                 |
| Paradeiser (m) HA                                                                                            | Kürzung aus dem alten Wort Paradiesapfel, das in deutsch mal auch den Granatapfel bezeichnet hat                                                                                               | Tomate |
| Potitze (f) A                                                                                                | slawisch; vgl. slowenisch potica, aus kroatisch povitica „Rollkuchen (aus Hefeteig)“, ausgerollt, meistens mit gemahlenem Mohn gefüllt oder belegt, eingerollt und in einer Backform gebacken) | (slowenischer) Hefekuchen |
| Plunderteig (m) H                                                                                            | plundern = stark aufgehen | (in der Bäckerei:) Hefeteig mit tourierter Butter.                                                                                  |
| Powidl (m/n) H                                                                                               | slawisch; vgl. tschechisch povidla, von povídat = erzählen | Pflaumenmus |
| Reiberdatschi/Platzke (m) B, Platzki (pl), Platzka (f) A                                                     | Placka tschechisch für Plätzchen, von lateinisch placenta = Kuchen, siehe auch Palatschinke | Kartoffelpuffer, Kartoffelplätzchen u. ä. Küchenerzeugnisse                                                                         |
| Ribisel (f) HA                                                                                               | lat. Ribes | Johannisbeeren |
| Rote Rübe (f)HB, Raaner (f), Rhonen                                                                          | | Rote Bete |
| Sauce (f) H                                                                                                  | französisch | Tunke, Soße |
| Scherzerl (n), Buckel (m) HB                                                                                 | | (Brot-)Kuppe, Anschnitt |
| Schlagobers, Schlag (m) AH                                                                                   | zu dt. schlagen und obers für „obenauf“ | geschlagene süße Sahne, Schlagsahne, Schlagrahm                                                                                     |
| Schupfnudeln (f/pl), Bauchstupferlen                                                                         | | Bubespitzle (schwäb.), fingerdicke Nudeln aus Kartoffelteig                                                                         |
| Schuxen (f/pl)                                                                                               | Schuhsohlen (niederb.) | längliches frittiertes Kleingebäck mit Roggenmehl                                                                                   |
| Schwarzbeere (f)                                                                                             | farblich motiviert | Blaubeere, Heidelbeere |
| Semmel (f) HB                                                                                                | lat. simila (fein gemahlenes Weizenmehl) | (helles Weizen-)Brötchen |
| Spatzen (m/pl)                                                                                               | | Spätzle, Knöpfle (schwäb.), kleine Teigköße                                                                                         |
| Staubzucker (m) H                                                                                            | | Puderzucker |
| (Heiden-/Türken-)Sterz (m) A Plent, Schwarzplent (m)                                                         | wohl kaum zu german. stert- für „Schwanz“ | (Buchweizen-/Mais-)Polenta |
| Stelze (f) HA                                                                                                | sinnverw. stelzen | Eisbein, Unterschenkel vom Schwein                                                                                                  |
| Struzen (m)                                                                                                  | | bezeichnet die längliche Brotform (im Unterschied zum runden Laib)                                                                  |
| Sturm (m) AH                                                                                                 | bezieht sich auf die „stürmische“ Vergärung | Federweißer, junger Wein |
| Topfen (m) HB                                                                                                | seit 13. Jh., lässt Herstellung in einem „Topf“ anklingen | Quark |
| Umurke (f) A                                                                                                 | unklar; Parallelbildung zu Murke und Gurke wahrscheinlich | (Salat-)Gurke, Kummer |
| Verhackert(es) (n) H                                                                                         | | Geräucherter Speck und Schweineschmalz im Fleischwolf klein püriert als Brotaufstrich                                               |
| Vogerlsalat (m) H                                                                                            | | Feldsalat, Rapunzel |
| Wecken (m) H                                                                                                 | germanisch; vgl. engl. wedge „Keil“ | bezeichnet die längliche Brötchenform (im Unterschied zum runden Laib)                                                              |
| Weckerl (m) H                                                                                                | germanisch; vgl. engl. wedge „Keil“ | (dunkles) längliches Brötchen |
| Weichsel (f) HB                                                                                              | slawisch, vgl. kroat. visnja | Sauerkirsche |
| Weinber (f)                                                                                                  | | (ganze) Weintraube |
| Weinberl, Weinbirl (n)                                                                                       | | (einzelne) Rosine, Weinbeere |
| Zuckerl (n) A                                                                                                | Diminutivbildung zu dt. Zucker | Bonbon, Süßigkeit |
| Zwetschke (f) AHB, Zwetschge BH (f)                                                                          | griech. damaskēnón, lat. damascenum für „Pflaume“ über altfranzösisch davoise, Lyon davañi ins Deutsche als Tzwetzschen (14. Jh.)                                                              | Pflaume |